# Metanatroautunit
Metanatroautunit, auch Meta-Natroautunit, Meta-Natrium-Autunit oder Natrium Meta-Autunit (englisch: Metanatroautunite oder Sodium meta-autunite; ehemals Natrium-Autunit bzw. Natroautunite) ist ein sehr selten vorkommendes Mineral aus der Klasse der „Phosphate, Arsenate und Vanadate“. Es kristallisiert im tetragonalen Kristallsystem mit der chemischen Zusammensetzung Na2[UO2|PO4]2 • 8(H2O) bzw. Na2(UO2)2(PO4)2 • 6–8 H2O.
Metanatroautunit stellt damit das Natrium-Analogon des Autunit (Ca[UO2|PO4]2 • 10–12H2O) mit geringerem Kristallwassergehalt (Meta) dar und entwickelt ähnlich wie dieser meist tafelige Kristalle bis etwa 5 mm Größe und radialstrahlige, blättrige Mineral-Aggregate von zitronengelber bis grünlichgelber Farbe bei hellgelber Strichfarbe.

## Etymologie und Geschichte
Erstmals entdeckt wurde das Mineral in der Uran-Lagerstätte „Kuruk“ bei Khodzhent in der tadschikischen Provinz Sughd. Beschrieben wurde es 1957 von A.A. Chernikov, O.V. Krutetskaya und N.I. Organova, die es nach seiner Zusammensetzung und damit nahen Verwandtschaft zum Autunit zunächst als Natroautunit mit der Formel Na(UO2)(PO4) • 5-8(H2O) bezeichneten. In einer weiteren Veröffentlichung von 1994 im Doklady Akademiia Nauk ging das Forscherteam um Chernikov noch einmal auf den Natroautunit und Metanatroautunit ein, der schließlich zu einem Antrag auf Neudefinition und Umbenennung des Minerals führte.
2004 wurde der Antrag von der „CNMMN“, einer Kommission der International Mineralogical Association (IMA) zur Benennung und Klassifikation neuer Minerale, genehmigt und das Mineral in Metanatroautunit umbenannt. Die Formel wurde nach Na2(UO2)2(PO4)2 • (6–8)H2O korrigiert.

## Klassifikation
Bereits in der veralteten 8. Auflage der Mineralsystematik nach Strunz gehörte der Metanatroautunit zur Mineralklasse der „Phosphate, Arsenate, Vanadate“ und dort zur Abteilung „Wasserhaltige Phosphate, Arsenate und Vanadate mit fremden Anionen“, wo er gemeinsam mit Abernathyit, Meta-Ankoleit, Meta-Autunit, Metaheinrichit, Metakahlerit, Metakirchheimerit, Metanatrouranospinit, Metanováčekit, Metatorbernit, Metauranocircit, Metauranospinit, Metazeunerit, Sincosit und Trögerit in der „Meta-Uranit-Reihe“ mit der Systemnummer VII/D.20b steht.
In der zuletzt 2018 überarbeiteten Lapis-Systematik nach Stefan Weiß, die formal auf der alten Systematik von Karl Hugo Strunz in der 8. Auflage basiert, erhielt das Mineral die System- und Mineralnummer VII/E.02-125. Dies entspricht der neu definierten Abteilung „Uranyl-Phosphate/Arsenate und Uranyl-Vanadate mit [UO2]2+–[PO4]/[AsO4]3− und [UO2]2+–[V2O8]6−, mit isotypen Vanadaten (Sincositreihe)“, wo Metanatroautunit zusammen mit Abernathyit, Bassetit, Chernikovit, Lehnerit, Meta-Ankoleit, Meta-Autunit, Metaheinrichit, Metakahlerit, Metakirchheimerit, Metalodèvit, Metanováčekit, Metarauchit, Metasaléeit, Metatorbernit, Metauranocircit, Metauranospinit, Metazeunerit, Natrouranospinit, Pseudo-Autunit (D), Ulrichit, Uramarsit und Uramphit die „Meta-Autunit-Gruppe“ mit der Systemnummer VII/E.02 bildet.
Die von der International Mineralogical Association (IMA) zuletzt 2009 aktualisierte 9. Auflage der Strunz’schen Mineralsystematik ordnet den Metanatroautunit ebenfalls in die Abteilung „Uranylphosphate und Arsenate“ ein. Diese ist weiter unterteilt nach dem Stoffmengenverhältnis von Uranyl zum Phosphat-, Arsenat- bzw. Vanadatkomplex. Das Mineral ist hier entsprechend seiner Zusammensetzung in der Unterabteilung „UO2 : RO4 = 1 : 1“ zu finden, wo es zusammen mit Bassetit, Lehnerit, Meta-Autunit, Metaheinrichit, Metakahlerit, Metakirchheimerit, Metalodèvit, Metanováčekit, Metasaléeit, Metatorbernit, Metauramphit, Metauranocircit, Metauranospinit, Metazeunerit und Przhevalskit die „Meta-Autunit-Gruppe“ mit der Systemnummer 8.EB.10 bildet.
In der vorwiegend im englischen Sprachraum gebräuchlichen Systematik der Minerale nach Dana hat Metanatroautunit die System- und Mineralnummer 40.02a.01.04. Das entspricht der Klasse der „Phosphate, Arsenate und Vanadate“ und dort der Abteilung „Wasserhaltige Phosphate etc.“. Hier findet er sich innerhalb der Unterabteilung „Wasserhaltige Phosphate etc., mit A2+(B2+)2(XO4) × x(H2O), mit (UO2)2+“ in der „Autunitgruppe“, in der auch Autunit, Meta-Autunit und Pseudo-Autunit eingeordnet sind.

## Kristallstruktur
Metanatroautunit kristallisiert tetragonal in der Raumgruppe P4/nmm (Raumgruppen-Nr. 129) mit den Gitterparametern a = 6,92 Å und c = 8,63 Å sowie einer Formeleinheit pro Elementarzelle.
Metanatroautunit unterscheidet sich vom „normalen“ Autunit nur darin, dass ein Calciumatom im Molekül durch zwei Natriumatome ersetzt wird. Außerdem ist etwas weniger Kristallwasser vorhanden.

## Eigenschaften
Das Mineral ist durch seinen Urangehalt von bis zu 51,7 % als sehr stark radioaktiv eingestuft und weist eine spezifische Aktivität von etwa 92,6 kBq/g auf (zum Vergleich: natürliches Kalium 31,2 Bq/g).
Unter UV-Licht zeigen manche eine gelblichgrüne Fluoreszenz, ähnlich der von neonfarbenen Textmarkern.

## Bildung und Fundorte
Metanatroautunit bildet sich, meist in Paragenese mit Schoepit, Gips, Kaolinit und Limonit, in der Oxidationszone von Uran-Lagerstätten in Granodioriten.
Außer an seiner Typlokalität „Kuruk“ (Khodzhent, Sughd) in Tadschikistan konnte das Mineral noch im Granitsteinbruch am Lake Boga (Victoria) und am Boomerang Lake bei Menangina (Western Australia) in Australien sowie in den Cave Hills, North Cave Hills und Slim Buttes im Harding County (South Dakota) in den USA.

## Vorsichtsmaßnahmen
Aufgrund der entstehenden Gesundheitsschäden bei der Einnahme kleiner Partikel in den Körper sollten die Hände nach dem Kontakt mit dem Material gewaschen werden.